# Tabio (ort i Colombia, Cundinamarca, lat 4,92, long -74,09)
Tabio är en ort i Colombia.   Den ligger i departementet Cundinamarca, i den centrala delen av landet, 30 km norr om huvudstaden Bogotá. Tabio ligger 2 586 meter över havet och antalet invånare är 4 180.
Terrängen runt Tabio är kuperad åt nordväst, men åt sydost är den platt. Runt Tabio är det tätbefolkat, med 790 invånare per kvadratkilometer. Närmaste större samhälle är Zipaquirá, 15,2 km nordost om Tabio. Omgivningarna runt Tabio är en mosaik av jordbruksmark och naturlig växtlighet.